# Dieter Klemm (Politiker)

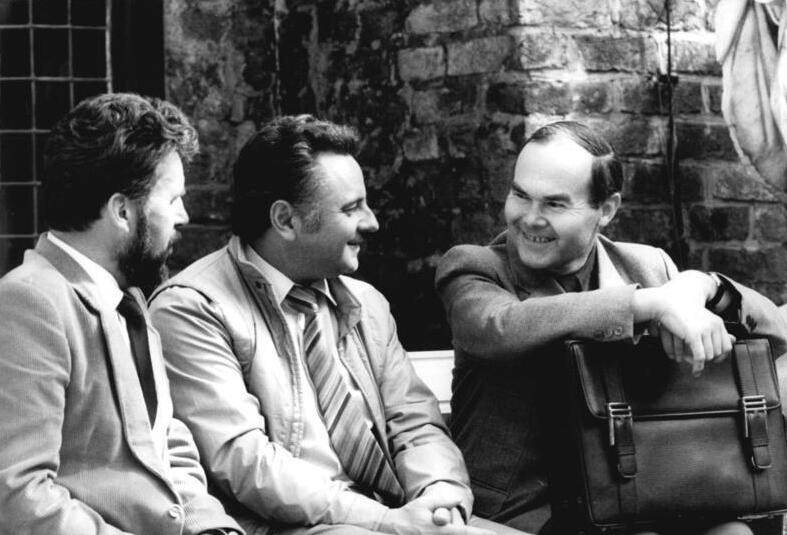
Klemm (Mitte) im Gespräch mit Parteifreunden (1986): Siegfried Metzner (l.) und Gert Wendelborn (r.).

Dieter Klemm (* 8. Juni 1940) ist ein ehemaliger deutscher Politiker der DDR-Blockpartei Christlich-Demokratische Union Deutschlands (CDU). Er war Vorsitzender des Bezirksvorstandes Rostock der CDU in der DDR. 

## Leben
Der Sohn eines christlichen Elternhauses – sein Vater war CDU-Kreissekretär – absolvierte nach dem Schulbesuch eine Lehrausbildung im Gaststättenwesen mit dem Berufsschulabschluss als Kellner. Anschließend leistete er seinen Militärdienst bei der Nationalen Volksarmee (NVA). 1957 trat Klemm der CDU bei. Er war dann Instrukteur beim Rat des Kreises Marienberg, von 1961 bis 1966 Bürgermeister von Hohndorf (bei Zschopau) und von 1966 bis 1973 Stadtrat für Komplexe Versorgung in Crimmitschau. Nach einem ersten Fernstudium an der Fachschule für Ökonomie Rodewisch, das er als Industrie-Ökonom abschloss, nahm er noch ein zweites an der Humboldt-Universität zu Berlin auf und legte das Examen als Diplomstaatswissenschaftler ab. 1973 wurde Klemm Bürgermeister von Hainichen sowie Vorsitzender des Kreisvorstandes Hainichen der CDU. 
Von April 1982 bis März 1990 fungierte er als Vorsitzender des Bezirksvorstandes Rostock der CDU. Klemm wurde im Oktober 1982 auf dem 15. Parteitag zum Mitglied des Hauptvorstandes der CDU gewählt.
Klemm ist verheiratet und Vater von drei Kindern.

## Auszeichnungen in der DDR
- Otto-Nuschke-Ehrenzeichen in Bronze
- Verdienstmedaille der DDR
- Ehrennadel der Nationalen Front in Gold
- Bestenabzeichen der Zivilverteidigung
- Vaterländischer Verdienstorden in Bronze (1985)[3]
- Ehrennadel der Gesellschaft für Deutsch-Sowjetische Freundschaft in Gold (1988)